# Ressonância secular
A ressonância secular é um tipo de ressonância orbital.

## Características
As ressonâncias seculares ocorrem quando a precessão de duas órbitas é sincronizada (a precessão do periélio, com frequência g, ou o nodo ascendente, com frequência s, ou ambos). Um pequeno corpo em ressonância secular com outro corpo muito maior (por exemplo, um planeta) vai preceder à mesma taxa que o grande corpo. Ao longo de períodos de tempo relativamente curtos (um milhão de anos, ou mais) uma ressonância secular irá alterar a excentricidade e inclinação do corpo pequeno.
Os efeitos de ressonâncias seculares são mais estudados no contexto da evolução de longo prazo (milhões de anos ou mais) das órbitas dos corpos menores dentro do cinturão de asteroides.
Pode-se distinguir entre:
- ressonâncias seculares lineares entre um corpo e um único outro grande corpo perturbador (por exemplo, um planeta), como a ressonância secular ν6 = g − g6[necessário esclarecer] entre asteroides e Saturno; e
- ressonâncias seculares não lineares, que são ressonâncias de ordem mais elevada, normalmente uma combinação de ressonâncias lineares, tais como as ressonâncias z1 = (g − g6) + (s − s6), ou ν6 + ν5 = 2g − g6 − g5.[2]

## Ressonância ν6
Um exemplo proeminente de uma ressonância linear é a ressonância secular ν6 entre asteroides e Saturno. Os asteroides nesta condição tem a sua excentricidade aumentada lentamente até que se tornem um cruzador de Marte, ponto quando são normalmente expulsos do cinturão de asteroides devido a um encontro próximo com Marte. Esta ressonância forma as fronteiras internas do cinturão de asteroides em torno de 2 UA, e com inclinações de cerca de 20°.